# Elección presidencial de Lituania de 2009

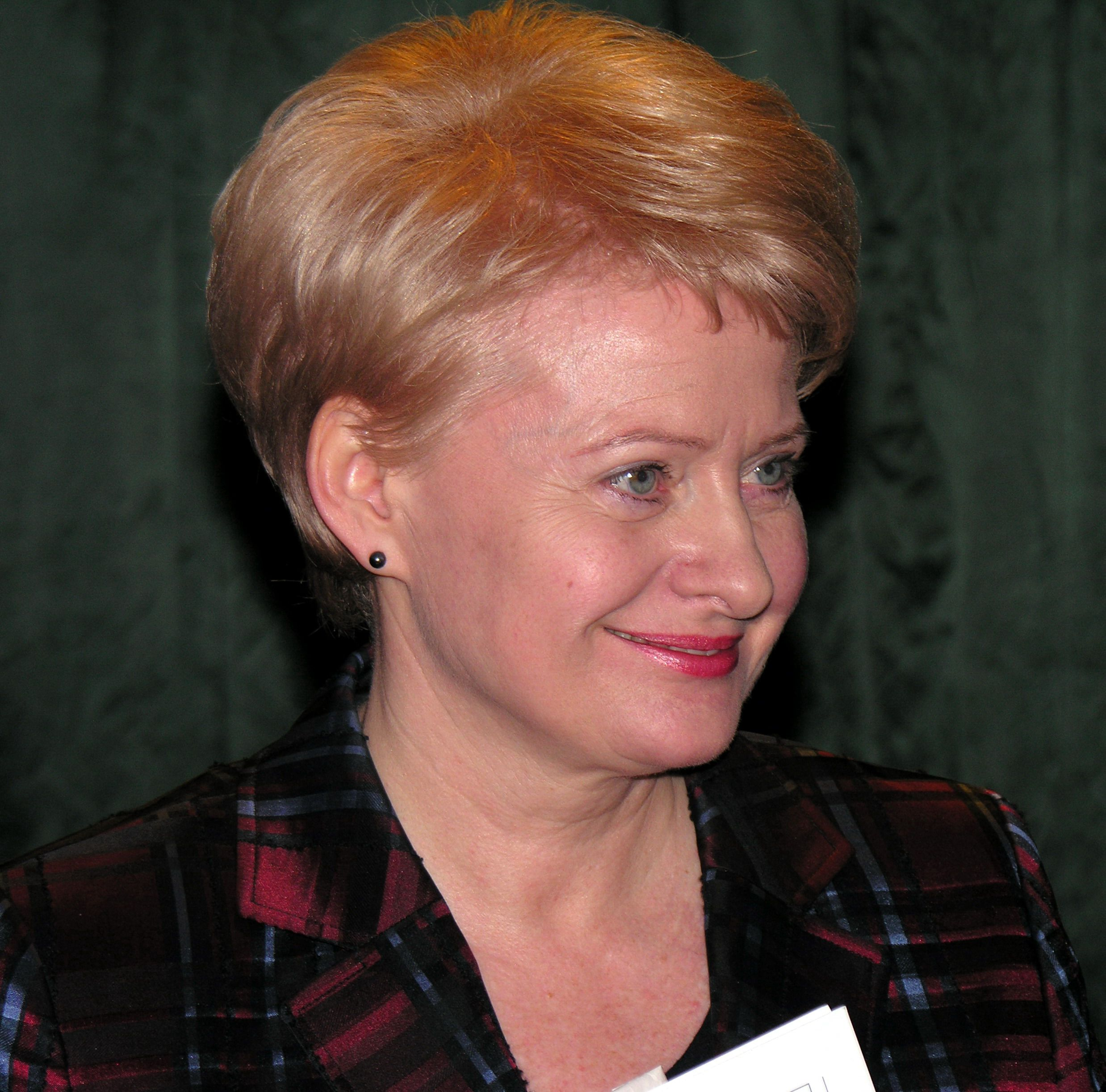
Dalia Grybauskaite Mazeikiuose

La elección presidencial de Lituania de 2009 fue celebrada el 17 de mayo de ese año. Una segunda vuelta electoral estaba planificada para el 7 de junio si hubiese sido necesaria. La Comisaría Europea Dalia Grybauskaitė fue elegida con el 68% de los votos, por lo que asumirá como la primera mujer presidenta del país el 12 de julio.

## Candidatos
- Dalia Grybauskaitė[2]
- Valentinas Mazuronis (Partido de la Orden y Justicia)
- Kazimiera Danutė Prunskienė (ex primer ministro)
- Česlovas Jazerskas
- Waldemar Tomaszewski (Asociación Electoral de los Polacos en Lituania)
- Loreta Graužinienė (Partido Laborista)
- Algirdas Butkevičius (Partido Social Demócrata de Lituania)

## Resultados
| Candidatos - Partidos                                                  | Votos     | %      |
| ---------------------------------------------------------------------- | --------- | ------ |
| Dalia Grybauskaite – independiente                                     | 949,357   | 69.08% |
| Algirdas Butkevičius – Partido Social Demócrata de Lituania            | 162,549   | 11.83% |
| Valentinas Mazuronis – Partido de la Orden y Justicia                  | 84,629    | 6.16%  |
| Waldemar Tomaszewski – Asociación Electoral de los Polacos en Lituania | 65,161    | 4.74%  |
| Kazimira Prunskienė – Unión Popular Campesina de Lituania              | 53,686    | 3.91%  |
| Loreta Graužinienė – Partido Laborista                                 | 49,667    | 3.61%  |
| Česlovas Jezerskas – independiente                                     | 9,176     | 0.6%   |
| Votos válidos                                                          | 1,374,216 | 98.73% |
| Votos inválidos                                                        | 17,634    | 1.27%  |
| Votos totales                                                          | 1,391,850 | —      |
| Fuente: VRK                                                            |           |        |